# Zookeeper
Zookeeper är en amerikansk komedifilm från 2011, där Kevin James spelar huvudrollen. Han har även hjälpt till med producerandet och skrivandet av filmen. Filmen är delvis datoranimerad och röstskådespelarna i filmen är Adam Sandler, Cher, Don Rickles, Faizon Love, Jon Favreau, Judd Apatow, Nick Nolte och Sylvester Stallone.
Filmen hade biopremiär den 9 september i Sverige och den 8 juli i USA.

## Handling
Kaye Griffin (Kevin James) är en trevlig man som är nöjd med sitt jobb. Men han är singel, och han märker att hans jobb som djurskötare inte lockar till sig så många kvinnor. Han beslutar att sluta på sitt jobb för att kunna förbättra sin chans på dating. Men när djuren i djurparken får höra om detta blir de inte glada. De beslutar att avslöja för honom sina sanna förmågor, nämligen förmågan att tala. Djuren säger till Griffin att de kommer att hjälpa honom att få kvinnan i hans hjärta.

## Skådespelare
| Kevin James          | – Griffin Keyes |
| Rosario Dawson       | – Kate          |
| Leslie Bibb          | – Stephanie     |
| Donnie Wahlberg      | – Shane         |
| Joe Rogan            | – Gale          |
| Nat Faxon            | – Dave          |
| Ken Jeong            | – Venom         |
| Steffiana De La Cruz | – Robin         |
| Thomas Gottschalk    | – Jürgen Mavroc |
| Brandon Keener       | – Nimer         |
| Crystal the Monkey   | – Apan Donald   |

### Röstskådespelare
| Nick Nolte                  | – Gorillan Bernie            |
| Sylvester Stallone          | – Lejonet Joe                |
| Adam Sandler                | – Apan Donald                |
| Judd Apatow                 | – Elefanten Barry            |
| Cher                        | – Lejoninnan Janet           |
| Jon Favreau och Faizon Love | – Björnarna Jerome och Bruce |
| Maya Rudolph                | – Giraffen Mollie            |
| Bas Rutten                  | – Vargen Sebastian           |
| Jim Breuer                  | – Kråkan Spike               |
| Don Rickles                 | – Grodan Jim                 |
| Richie Minervini            | – Strutsen Elmo              |